# Шропшир
Шропшир (енгл. Shropshire или Salop) је грофовија у енглеској области Западни Мидлендс. Салоп је алтернативно скраћено име ове области које се данас ретко користи, изузев у називу житеља Шропшира: Салопијани (Salopians). Грофовија се граничи са грофовијама: Чешир, Стафордшир, Вустершир, Херефордшир и са Велсом на западу. Гранични зид према Велсу изграђен је у 9. веку.
Грофовија Шропшир је углавном пољопривредна. Историјска престоница је град Шрузбери, али је највећи град Телфорд. У грофовији се налази Коулбрукдејл, једна од колевки индустријске револуције у Енглеској и Гвоздени мост, први гвоздени мост на свету.
У овој области се експлоатисао угаљ, олово, бакар и гвоздена руда. Додатна предност је река Северн која служи за транспорт.

## Администрација
Од 1. априла 1998. област Телфорда и Рикина је издвојена из Шропшира. Њоме управља Веће Телфорда и Рикина. Преосталим областима историјске грофовије од 1. априла 1999. управља Веће Шропшира (Shropshire Council).